# Revolver Island
Revolver Island (englisch; bulgarisch остров Револвер ostrow Rewolwer) ist eine teilweise vereiste, in südwest-nordöstlicher Ausrichtung 645 m lange und 284 m breite Insel in der Gruppe der Dannebrog-Inseln im Wilhelm-Archipel vor der Graham-Küste des Grahamlands auf der Antarktischen Halbinsel. Sie liegt 1,06 km südwestlich der Rollet-Insel, 1,85 km nordwestlich der Booth-Insel, 1,67 km nordöstlich von Taralezh Island und 2,95 km südöstlich von Pegas Island.
Britische Wissenschaftler kartierten sie 2001. Die bulgarische Kommission für Antarktische Geographische Namen benannte sie 2020 deskriptiv, da sie in ihrer Form entfernt an einen Revolver erinnert.